# فيليب ياكوب بيكر
فيليب ياكوب بيكر (بالألمانية: Philipp Jakob Becker)‏ هو رسام ألماني، ولد في 15 يوليو 1763 في بفورتسهايم في ألمانيا، وتوفي في 13 أغسطس 1829 في Sasbach (Ortenau) ‏ في ألمانيا.